# Альвар Фаньес
Альвар Фаньес (или Альвар Ханьес) (исп. Álvar Fáñez; около 1047 — апрель 1114) — леонский дворянин и военачальник при Альфонсо VI, короле Леона и Кастилии, став почти независимым правителем Толедо при королеве Урраке. Он стал предметом легенды, превратившись в Poema de Mio Cid, национального эпоса Испании, в Альвара Фаньеса Минайю, верного вассала и полководца Родриго Диаса де Вивара, Эль Сида, во время изгнания последнего и его завоевания Валенсии.

## Семья
Альвар происходил из той же кастильской знати, которая произвела на свет Эль Сида, и в одном из документов того времени он назван его «собринусом» (племянником или, в более общем смысле, младшим родственником мужского пола). Он женился на Майор Перес, дочери графа Педро Ансуреса из могущественного клана Бану Гомес, и имел от неё двух дочерей: Эйло, которая последовательно вышла замуж за графа Родриго Фернандеса де Кастро, а затем в 1146/1148 году стал третьей женой Рамиро Фройласа; и Уррака, вышедшая замуж за графа Родриго Веласа.

## Придворный и военачальник
Альвар Фаньес был при королевском дворе по крайней мере с 1076 года (последний раз, когда он и Эль Сид появляются вместе). В 1086 году Альфонсо VI отправил Альвара в Валенсию, чтобы посадить на трон своего кандидата Яхью аль-Кадира. Это было сделано с легкостью, хотя Фаньесу пришлось вернуться, когда несколько месяцев спустя Аль-Кадир был осажден. Позже в том же году Альфонсо VI отозвал войска Альвара, чтобы принять участие в битве при Саграхасе, которая потерпела поражение. В 1091 году он возглавил отряд помощи, потерпевший поражение при Альмодоваре. К середине 1090-х годов он был поставлен в практически независимое командование восточной обороной Королевства Толедо, от военного командования его тестя в самом городе до военного командования его родственника Эль Сида в Валенсии. Он также стал чаще появляться в королевских документах. В 1097 году он присоединился к армии Альфонсо в кампании, которая должна была привести к двум поражениям, основной армии под командованием Альфонсо VI около Консуэгры и фланговой армии под командованием Альвара Фаньеса в районе Куэнка. Два года спустя он появляется как Алькальд Толедо.
Он присутствовал в 1108 году в катастрофической битве при Уклесе, спасаясь с группой всадников от окружения, которое унесло большую часть кастильской армии. Семь менее удачливых графов и более тысячи человек были убиты или взяты в плен и обезглавлены, а инфант Санчо Альфонсес, наследник престола, был убит при попытке к бегству. Альвар бежал на север, чтобы организовать оборону вдоль Тежу . В следующем году он посетил королеву Урраку в связи с её вступлением на престол, подписав себя dux toletule (герцог Толедо). К середине 1111 года он был фактически правителем Толедо, а в 1113 году он дал свое согласие (как toletani principis) на королевское пожертвование . Таким образом, он играл главную роль в сопротивлении Мурабитам. Он также держал Сориту, фигурируя в пожертвовании как Альбар Фаннес де Сорита в начале 1114 года. Альвар Фаньес умер в середине апреля 1114 года, защищая правление Урраки от восставших сеговцев.

## Поэма Мио Сида

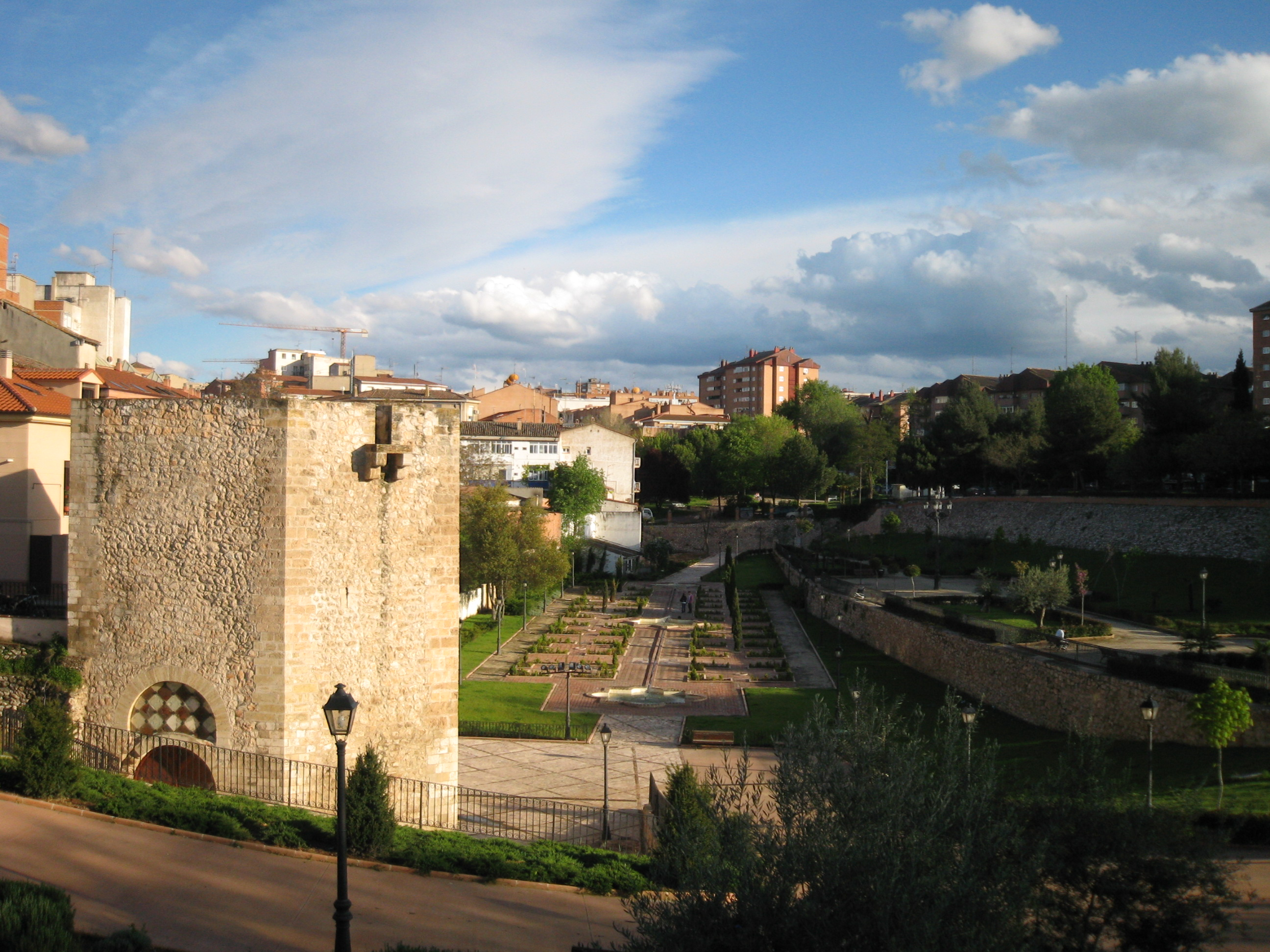
'Торреон де Альвар Фаньес' в Гвадалахаре.

Альвар Фаньес, которого звали Минайя, быстро вошёл в одну из героических легенд той эпохи, став главным героем «Поэмы о Мио Сиде». Там он превращается из своей исторической роли верного вассала и генерала Альфонсо VI в аналогичную роль в свите Эль Сида, часто получая военное командование, когда Сид разделяет свои силы, и сопровождая его во время его изгнания, особенно в кампании, которая сделала его дядю правителем Валенсии (это несмотря на исторические записи, которые показывают, что в то время он оставался в королевстве Леон / Кастилия) и служил посланником при королевском дворе. Он является образцом верности, не только своему дяде Эль Сиду, но и непоколебимым в защите своих родственников, соперников Эль Сида, инфантов де Каррион, конфликт, возможно, основанный на историческом антагонизме между Эль Сидом и тестем Альвара Педро Ансуресом, дядей инфантов. Ему приписывают отвоевание Гвадалахары, где мавританская башня, Torreón de Álvar Fáñez, названа в его честь.